# Västra Gullstjärntjärnen
Västra Gullstjärntjärnen är en sjö i Krokoms kommun i Jämtland och ingår i Indalsälvens huvudavrinningsområde.